# Cimetière d'Ivry

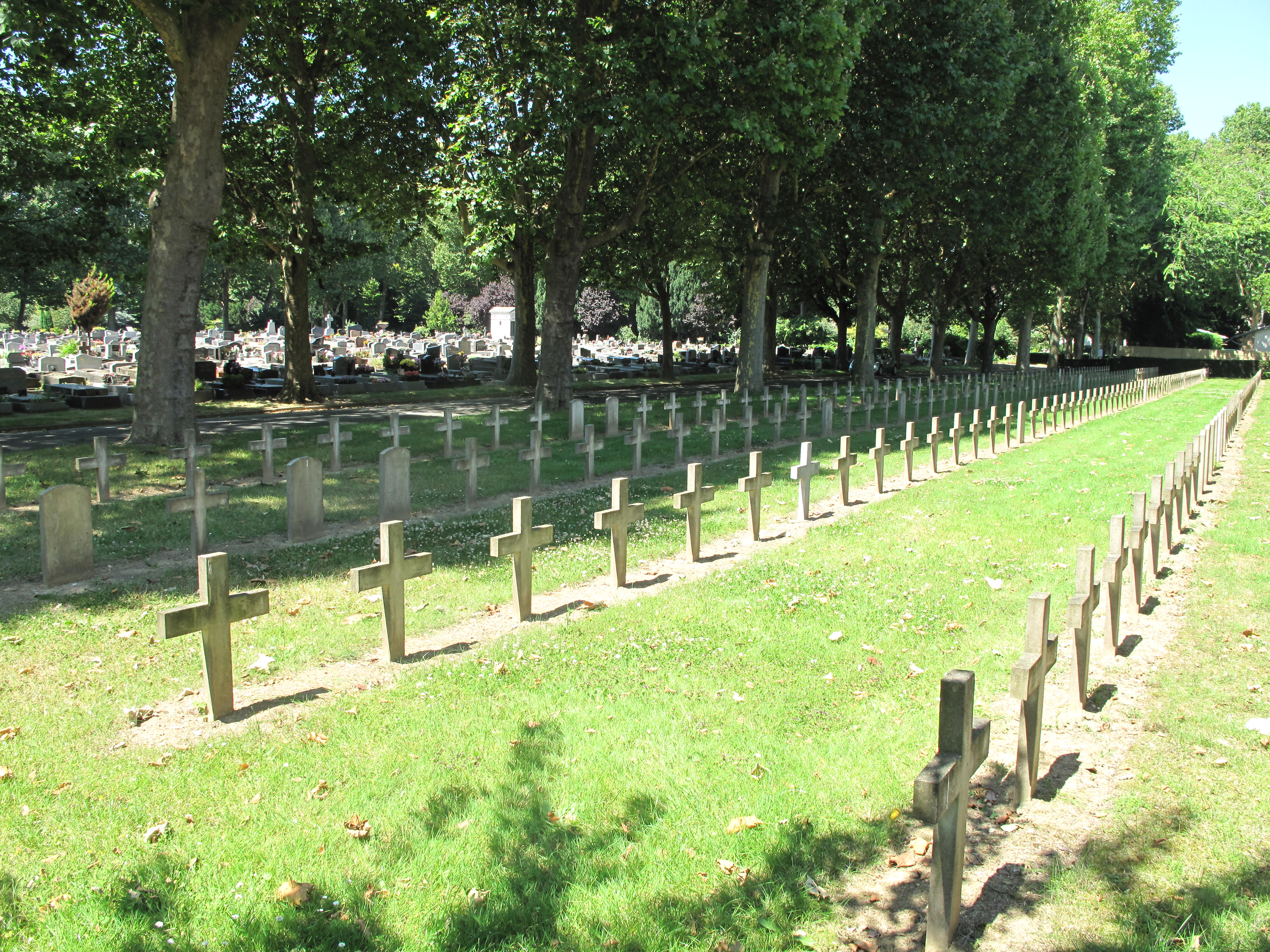
Graven van Franse weerstanders uit WOII op het Cimetière d'Ivry

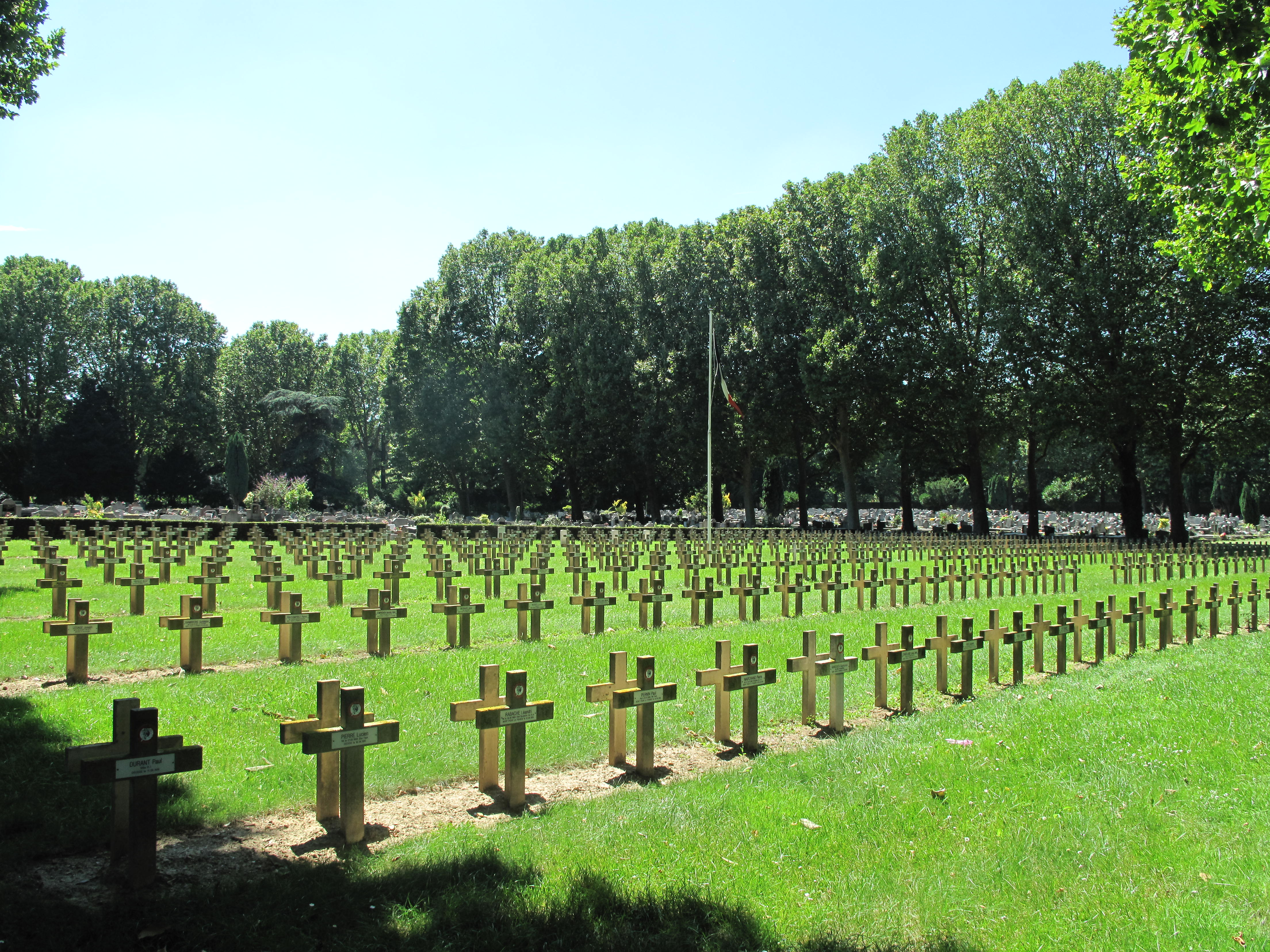
Graven van soldaten uit WOI op het Cimetière d'Ivry

Cimetière d'Ivry is een van de twintig begraafplaatsen van Parijs.
Het is 28 ha groot en is verdeeld in twee delen: oude en nieuwe begraafplaats. Het oude gedeelte werd in 1861 geopend. Het nieuwe gedeelte werd in 1874 opengesteld. De begraafplaats ligt op het grondgebied van Ivry-sur-Seine omdat er in Parijs geen plaats meer was.

## Verzetstrijders
Speciaal aan deze begraafplaats is het gedeelte dat werd voorbehouden voor verzetsstrijders. Velen streden tegen de nazi's en werden gefusilleerd. Dit is het geval voor de groep Manouchian. Een groep die was samengesteld uit buitenlandse verzetsstrijders waaronder Armeniërs, Polen, Hongaren, Spanjaarden. De groep organiseerde vele aanvallen tegen de Duitsers in Parijs in de jaren 1941 tot 1943. Met de hulp van de Franse politie werden ze gevangengenomen, gemarteld en gefusilleerd in februari 1944. Hun lichamen werden begraven op het kerkhof van Ivry. Ze werden vereeuwigd met een gedicht van Louis Aragon: Strophes pour se souvenir. Joden, christenen en moslims liggen naast elkaar begraven. Zij streden samen en werden verenigd in de dood.
Het gedeelte van de verzetsstrijders maakt deel uit van het militaire kerkhof van Ivry. Er zijn grafstenen van soldaten die vochten in de Eerste Wereldoorlog (1914 – 1918) en er zijn grafstenen van mensen die door de Duitsers gevangengenomen werden. Ook liggen er Duitsers en Italianen begraven.

## Beroemde personen
Op de begraafplaats van Ivry liggen ook een aantal beroemde personen:
- Arthur Adamov - een schrijver van Russische afkomst.
- Jules Boucher, een Frans vrijmetselaar, alchemist en martinist
- Louis Caput - een Frans wielrenner en ploegleider
- Nico Eekman - een Nederlandse figuratieve schilder en illustrator
- Fernand Faniard - een Belgisch zanger
- Yves Giraud-Cabantous - een Frans Formule 1-coureur
- Natalja Gontsjarova - een Russisch kunstschilderes en kostuumontwerpster
- Paul Gorguloff -  moordenaar van de Franse president Paul Doumer
- Mikhail Larionov en zijn vrouw Natalja Gontsjarova - Russische schilders
- Eliphas Levi - Frans filosoof, kabbalist, esoterist, vrijmetselaar, Rozenkruiser. Het oorspronkelijke graf van Levi werd ontgraven. De resten werden bijgezet in een algemeen graf.
- Artur London - politicus
- Marcel Petiot - een seriemoordenaar
- Lazare Ponticelli - een Franse veteraan uit de Eerste Wereldoorlog en honderdjarige
- Louis Seigner - een Frans acteur.

Cimetière d'Auteuil ·
Cimetière des Batignolles ·
Cimetière de Belleville ·
Cimetière de Bercy ·
Cimetière du Calvaire·
Catacomben ·
Cimetière des Innocents ·
Cimetière d'Ivry ·
Cimetière de Montmartre ·
Cimetière du Montparnasse ·
Cimetière Notre-Dame ·
Cimetière de Passy ·
Cimetière du Père-Lachaise ·
Cimetière Saint-Vincent ·
Cimetière de la Villette
Zie ook: Lijst van bezienswaardigheden in Parijs
- Library of Congress Control Number: n2011022269
- Virtual International Authority File: 169960233